# Furcivena euclidialis
Furcivena euclidialis là một loài bướm đêm trong họ Crambidae.